# Turretot
Turretot est une commune française située dans le département de la Seine-Maritime en région Normandie.
Elle se trouve à environ 20 kilomètres du Havre.

## Géographie

### Localisation
Commune du pays de Caux.

### Communes limitrophes
| Anglesqueville-l'Esneval |          | Criquetot-l'Esneval |
| Saint-Martin-du-Bec      | Turretot |                     |
| Notre-Dame-du-Bec        |          | Hermeville          |

### Hydrographie
La commune est située dans le bassin Seine-Normandie. Elle n'est drainée par aucun cours d'eau,.

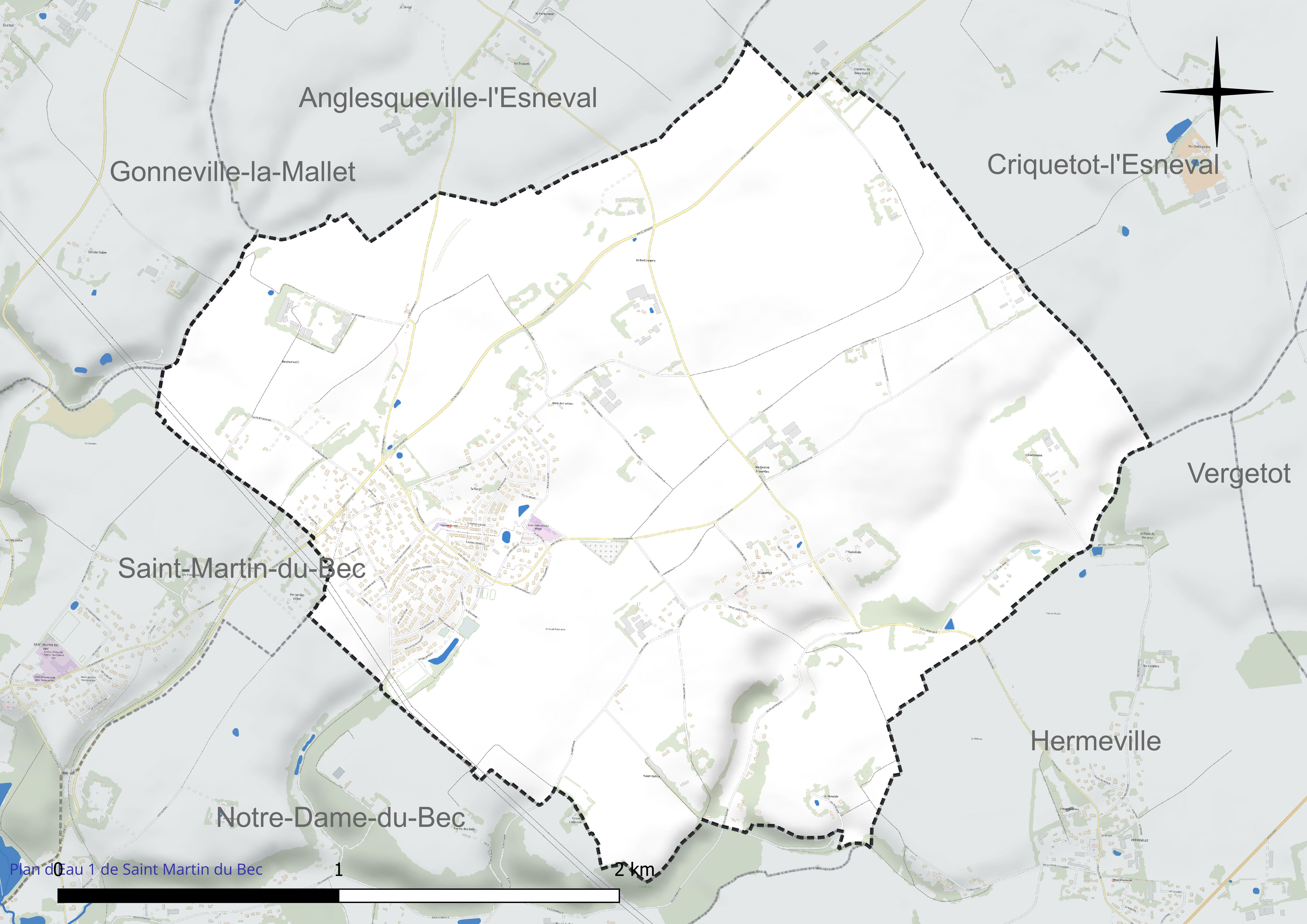
Réseau hydrographique de Turretot.

### Climat
Pour des articles plus généraux, voir Climat de la Normandie et Climat de la Seine-Maritime.
En 2010, le climat de la commune est de type climat océanique franc, selon une étude du CNRS s'appuyant sur une série de données couvrant la période 1971-2000. En 2020, Météo-France publie une typologie des climats de la France métropolitaine dans laquelle la commune est exposée à un climat océanique et est dans la région climatique Côtes de la Manche orientale, caractérisée par un faible ensoleillement (1 550 h/an) ; forte humidité de l’air (plus de 20 h/jour avec humidité relative > 80 % en hiver), vents forts fréquents. Parallèlement le GIEC normand, un groupe régional d’experts sur le climat, différencie quant à lui, dans une étude de 2020, trois grands types de climats pour la région Normandie, nuancés à une échelle plus fine par les facteurs géographiques locaux. La commune est, selon ce zonage, exposée à un « climat maritime », correspondant au Pays de Caux, frais, humide et pluvieux, légèrement plus frais que dans le Cotentin.
Pour la période 1971-2000, la température annuelle moyenne est de 10,5 °C, avec une amplitude thermique annuelle de 12,9 °C. Le cumul annuel moyen de précipitations est de 947 mm, avec 13,2 jours de précipitations en janvier et 8,5 jours en juillet. Pour la période 1991-2020, la température moyenne annuelle observée sur la station météorologique la plus proche, située sur la commune de Octeville-sur-Mer à 10 km à vol d'oiseau, est de 11,5 °C et le cumul annuel moyen de précipitations est de 790,7 mm,. Pour l'avenir, les paramètres climatiques de la commune estimés pour 2050 selon différents scénarios d’émission de gaz à effet de serre sont consultables sur un site dédié publié par Météo-France en novembre 2022.

## Urbanisme

### Typologie
Au 1er janvier 2024, Turretot est catégorisée bourg rural, selon la nouvelle grille communale de densité à sept niveaux définie par l'Insee en 2022.
Elle appartient à l'unité urbaine du Havre, une agglomération intra-départementale regroupant 18  communes, dont elle est une commune de la banlieue,,. Par ailleurs la commune fait partie de l'aire d'attraction du Havre, dont elle est une commune de la couronne,. Cette aire, qui regroupe 116 communes, est catégorisée dans les aires de 200 000 à moins de 700 000 habitants,.

### Occupation des sols
L'occupation des sols de la commune, telle qu'elle ressort de la base de données européenne d’occupation biophysique des sols Corine Land Cover (CLC), est marquée par l'importance des territoires agricoles (90,2 % en 2018), en diminution par rapport à 1990 (94,3 %). La répartition détaillée en 2018 est la suivante : 
terres arables (77,4 %), prairies (12,8 %), zones urbanisées (9,2 %), forêts (0,6 %). L'évolution de l’occupation des sols de la commune et de ses infrastructures peut être observée sur les différentes représentations cartographiques du territoire : la carte de Cassini (XVIIIe siècle), la carte d'état-major (1820-1866) et les cartes ou photos aériennes de l'IGN pour la période actuelle (1950 à aujourd'hui).

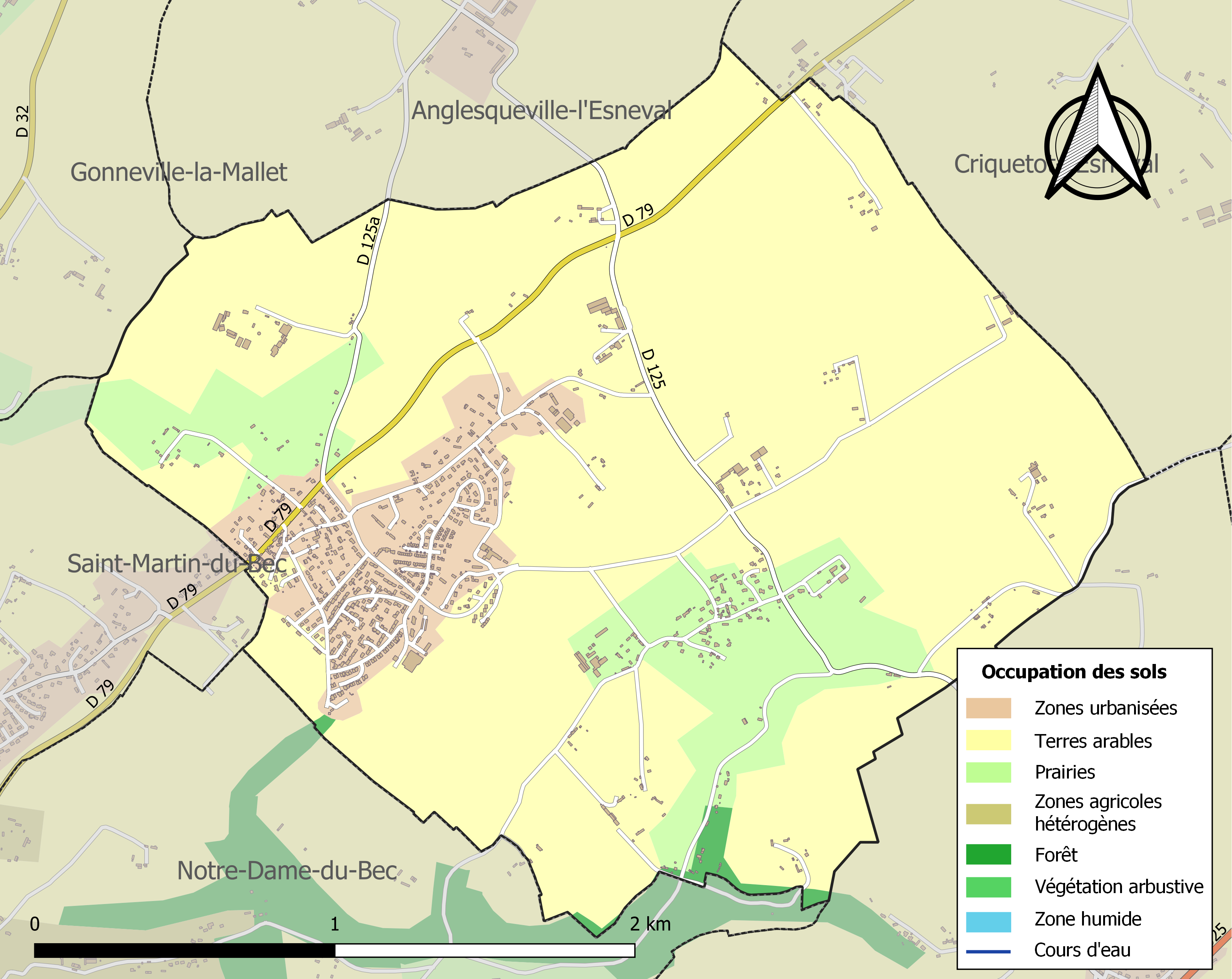
Carte des infrastructures et de l'occupation des sols de la commune en 2018 (CLC).

## Toponymie
Le nom de la localité est attesté sous les formes apud Toretot vers 1210, de Toretot en 1222, Touretot vers 1240 et 1244, 1319, 1337,  1398, Touretot en Caux en 1413, Tourtot près Monstiervillier en 1414, Tourretot en 1422, 1433, 1459, 1465 et 1471, Turetot en 1570, Ecclesie Sancti Martini de Turtot en 1500 et 1501, Saint Martin de Turretot en 1713,.

## Histoire
Le 9 novembre 1840, la foudre tombe sur le clocher de l'église.

## Politique et administration
| Période                                  | Période                    | Identité         | Étiquette    | Qualité |
| ---------------------------------------- | -------------------------- | ---------------- | ------------ | --- |
| Les données manquantes sont à compléter. |                            |                  |              | |
| 1965                                     | 2001                       | Charles Revet    | UDF puis UMP | Agriculteur Député de la Seine-Maritime (9e circ.) (1978 → 1981, 1986 → 1988 et 1993 → 1995) Sénateur de la Seine-Maritime (1995 → ) Conseiller général de Criquetot-l'Esneval (1973 → 2011) Président du conseil général de la Seine-Maritime (1993 → 2004) Président de la CC du canton de Criquetot-l'Esneval ( ? → 2014) |
| mars 2001                                | En cours                   | Bernard Houssaye | UMP → LR     | Chef d'entreprise Vice-président de la CC du canton de Criquetot-l'Esneval (2014 → 2018) |
| juillet 2020,                            | En cours (au 10 août 2020) | Thérèse Baril    |              | Retraitée agricole |

## Démographie
L'évolution du nombre d'habitants est connue à travers les recensements de la population effectués dans la commune depuis 1793. Pour les communes de moins de 10 000 habitants, une enquête de recensement portant sur toute la population est réalisée tous les cinq ans, les populations de référence des années intermédiaires étant quant à elles estimées par interpolation ou extrapolation. Pour la commune, le premier recensement exhaustif entrant dans le cadre du nouveau dispositif a été réalisé en 2006.

En 2022, la commune comptait 1 595 habitants, en évolution de +8,43 % par rapport à 2016 (Seine-Maritime : +0,35 %, France hors Mayotte : +2,11 %).
| 1793 | 1800 | 1806 | 1821 | 1831 | 1836 | 1841 | 1846 | 1851 |
| ---- | ---- | ---- | ---- | ---- | ---- | ---- | ---- | ---- |
| 265  | 290  | 294  | 244  | 846  | 815  | 810  | 762  | 812  |

| 1856 | 1861 | 1866 | 1872 | 1876 | 1881 | 1886 | 1891 | 1896 |
| ---- | ---- | ---- | ---- | ---- | ---- | ---- | ---- | ---- |
| 835  | 902  | 903  | 480  | 483  | 482  | 467  | 489  | 436  |

| 1901 | 1906 | 1911 | 1921 | 1926 | 1931 | 1936 | 1946 | 1954 |
| ---- | ---- | ---- | ---- | ---- | ---- | ---- | ---- | ---- |
| 403  | 395  | 395  | 373  | 326  | 358  | 324  | 364  | 300  |

| 1962 | 1968 | 1975 | 1982  | 1990  | 1999  | 2006  | 2011  | 2016  |
| ---- | ---- | ---- | ----- | ----- | ----- | ----- | ----- | ----- |
| 295  | 284  | 587  | 1 157 | 1 178 | 1 315 | 1 438 | 1 518 | 1 471 |

| 2021  | 2022  | - | - | - | - | - | - | - |
| ----- | ----- | - | - | - | - | - | - | - |
| 1 550 | 1 595 | - | - | - | - | - | - | - |

## Culture locale et patrimoine

### Lieux et monuments
- Église Saint-Martin.
- Stade municipal
- Salle des fêtes et gymnase

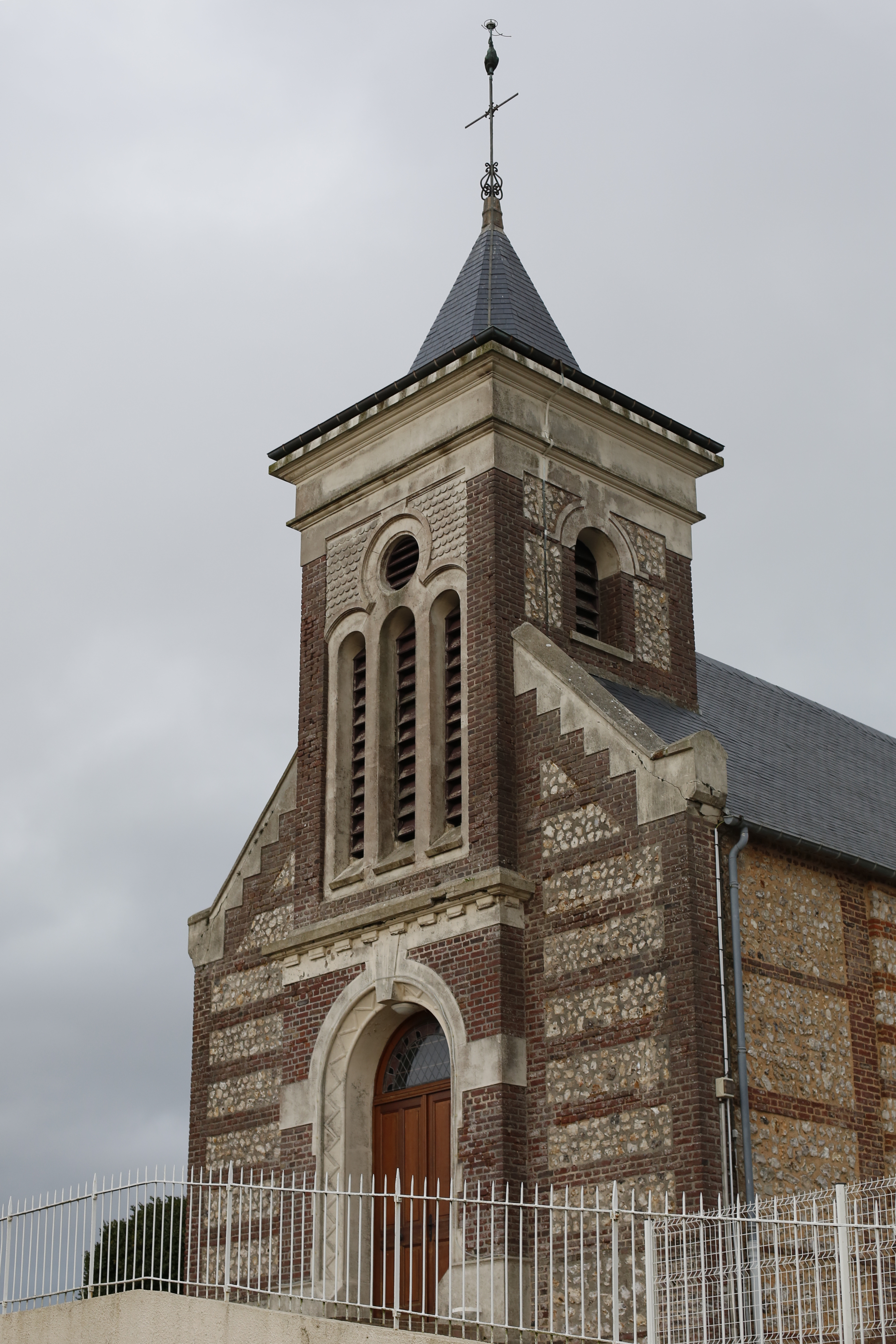
L'église Saint-Martin.

- L'ancienne gare de Turretot - Gonneville

### Héraldique
| Armes de Turretot | Les armes de la commune de Turretot se blasonnent ainsi : Tranché : au 1er de gueules au marteau de Thor d’or au décor diapré avec attache en anneau d’argent, au 2e d'or au chevronel alésé de sinople accompagné de trois fleurs de lin d'azur, à l'entrelacs de nœuds de carrick d'argent brochant sur la partition. |

### Personnalités liées à la commune
- Charles Revet (1937-2021), homme politique, maire de 1965 à 2001, ancien député, ancien président du conseil général de la Seine-Maritime, sénateur de la Seine-Maritime de 1995 à , mort à Turretot.